# 교황 리베리오
교황 리베리오(라틴어: Liberius, 이탈리아어: Liberio)는 제36대 교황(재위: 352년 5월 17일 - 366년 9월 24일)이다. 《리베리오 교황표》에 의하면, 5월 22일 교황 율리오 1세의 뒤를 이어 로마 주교좌에 착좌했다고 한다. 《로마 순교록》에는 성인으로 기재되어 있지 않다. 로마 제국의 콘스탄스 황제가 350년에 서거하고 제국의 유일한 통치자가 된 콘스탄티우스 2세 황제는 제1차 니케아 공의회의 신앙 고백을 반대한 아리우스파 주교의 영향을 받게 되었다. 그리하여 콘스탄티우스 2세는 서방의 주교들로 하여금 그 공의회의 ‘동일한 실체’를 철회하고 그 신조를 가장 강력하게 주장한 알렉산드리아의 아타나시오를 배척하였다. 아리우스파 주교들은 리베리오가 로마 주교좌에 오르자마자 전임 교황 율리오 1세가 지지한 아타나시오의 주장과 사르디카 교회회의의 결정을 수정할 것을 요구하였다. 리베리오는 아타나시오에게 로마에 오도록 지시하였지만, 아타나시오는 자기가 가는 대신 이집트의 주교 80명이 서명한 문서를 보냈다. 그 문헌을 심사한 로마 시노드는 아타나시오의 적들을 지지하지 않기로 결정하였다. 이후 리베리오는 당시 아를에 있는 숙소에 머물러 있던 콘스탄티우스 2세 황제에게 아타나시오 사건을 해결하기 위해 아퀼레이아에 교회회의를 열어야 한다고 요청하는 서신을 보냈다. 그러나 리베리오가 보낸 사절인 카푸아의 빈첸시오는 알렉산드리아의 정통 주교를 배척하고 아를에서 교회회의를 열어야 한다는 황제의 주장에 동조할 것을 강요받아야 했다.
이에 리베리오는 콘스탄티우스 2세에게 강력히 항의하며 자신을 변호하는 내용의 서신을 보냈다. 결국 리베리오가 요청한 교회회의는 밀라노에서 개최되었으나 콘스탄티우스 2세의 압력이 작용하여 세 명을 제외한 나머지 주교들은 모두 아타나시오를 이단자로 판정하였다. 리베리오도 아타나시오에 대한 단죄에 서명하라는 압력을 받았으나 하지 않자 355년 콘스탄티우스 2세가 보낸 병사들에 의해 한밤중에 라테라노 궁전에서 체포되어 이틀 후 트라키아로 유배되었다. 2년 간의 유배생활 끝에 그는 일시적으로 굴복하여 아타나시오를 단죄하는 문서에 서명한 것으로 알려졌다. 이를 ‘리베리오의 굴복’이라고 부른다. 이에 콘스탄티우스 2세는 다시 리베리오를 로마로 불러들였지만, 로마 교회는 이미 대립교황 펠릭스 2세가 차지한 지 1년이 지난 후였다. 리베리오와 대립교황 펠릭스 2세가 공동으로 기독교를 사목하게 하는 것이 황제의 의도였지만, 막상 리베리오가 로마에 당도하자 로마 시민들은 그를 열렬히 환영하며 대립교황 펠릭스 2세를 로마에서 쫓아냈다. 리베리오와 대립교황 펠릭스 2세 중 누구도 리미니 교회회의(359년)에 참석하지 않았다.
361년 콘스탄티우스 2세 황제가 사망하자, 리베리오는 과거 아타나시오 등의 주교들을 단죄하였던 교회회의의 법령을 공식적으로 무효화하고 그들을 주교직에 다시 복직시켰다. 366년 리베리오는 자신을 찾아온 동방 교회의 사절단을 냉대하였으며, 옛 아리우스주의자들 중에 비교적 온건한 성향을 지녔던 이들은 로마 주교좌와의 일치를 강조하며 보다 잘 대접해 주었다. 리베리오는 동방 교회의 사절단에게 로마 교회와의 친교를 회복하는 조건으로 니케아 신경만이 참된 기독교의 교리를 담고 있다는 사실을 받아들이고 리미니 교회회의의 결정을 포기할 것을 요구하여 관철시켰다. 교황 리베리오는 366년 9월 24일 선종하였다.

## 영향력과 평가
교황 비오 9세는 《Quartus Supra》에서 리베리오가 아리우스파로부터 부당한 공격을 받았으며, 아타나시오를 단죄하기를 거부하였다고 말하였다. 교황 베네딕토 15세는 회칙 《사도들의 으뜸 베드로》(Principi Apostolorum Petro)에서 리베리오가 정통 신앙을 지키기 위해 아무런 두려움 없이 유배길을 떠났다고 언급하였다.
동방 정교회에서는 리베리오를 성인으로 시성하여 공경하고 있으며, 축일은 8월 27일로 지정하였다.
로마에 있는 산타 마리아 마조레 대성전은 이따금씩 ‘리베리오 대성전’이라고도 불린다.